# Hate Forest
Hate Forest es una banda ucraniana de raw black metal con elementos ambientales. Las letras de la banda son fuertemente influenciadas por la mitología eslava, la poesía eslava y el ideal nacionalista ucraniano moderno junto con la ideología revolucionaria conservadora. El líder de "Hate Forest", Roman Saenko (que también es el líder de Drudkh) ha fundado una nueva banda la cual es "Blood of Kingu".
También tiene un proyecto de "dark ambient", basado en la historia medieval europea, llamado "Dark Ages". 

## Miembros
- Roman Saenko - guitarra, bajos, batería, voz.
- Thurios - voz, guitarra.

Miembros pasados
- Khaoth - batería
- Alzeth - guitarra (1998-1999, 2004)

## Discografía
| Álbumes de estudio - 2001: The Most Ancient Ones - 2001: The Gates - 2003: Purity - 2003: Battlefields - 2005: Sorrow - 2020: Hour of the Centaur - 2022: Innermost EP - 2000: Darkness - 2001: Blood & Fire - 2001: Ritual - 2002: To Those Who Came Before Us - 2004: Resistance - 2020: Celestial Wanderer - 2023: Sowing with Salt - 2024: Justice | Demo - 1999: Scythia - 2000: The Curse - 2007: Temple Forest (grabado en el 2000) Álbumes recopilatorios - 2001: Blood & Fire/Ritual - 2003: To Twilight Thickets - 2005: Nietzscheism - 2009: Dead But Dreaming |

- Datos: Q1588889